# Laroussi Oueslati
Pour les articles homonymes, voir Oueslati.
Laroussi Oueslati est un universitaire et homme politique français né le 25 juillet 1960 à Carthage (Tunisie). 
Il est conseiller régional PRG de Provence-Alpes-Côte d'Azur Président de la commission développement économique et relations internationales depuis mars 2004 et conseiller municipal à Toulon depuis octobre 2008 après l'avoir déjà été de 1995 à 2007.
Il a été vice-président de l'université du Sud-Toulon-Var de 2002 à 2007 et président d'université de février 2007 jusqu'à sa suspension provisoire par le ministre de l'éducation en octobre 2009 à la suite d'entraves lors d'une enquête administrative sur la délivrance de diplômes à des étudiants étrangers. Il démissionne de ce poste le 6 novembre 2009 puis se voit révoqué de la fonction publique le 21 mai 2010. En décembre 2016, il est condamné en appel à deux ans de prison avec sursis et une amende de 20 000 euros pour usage de faux et détournement de fonds publics concernant l'emploi d'un contractuel dans son équipe et bénéficie d'une relaxe partielle pour les autres accusations. La Cour d'Appel écarte l'accusation d'enrichissement personnel.

## Enfance et études
Né à Carthage en Tunisie le 25 juillet 1960, il est l'aîné d'une famille de neuf enfants. Il arrive en France à l'âge de neuf ans et grandit dans le quartier de Sainte-Musse à Toulon où il effectue ses études primaires et secondaires,. Il passe son baccalauréat au lycée Rouvière et entame ses études supérieures par un DUT de génie électrique et informatique industrielle à l'IUT de La Garde (université du Sud Toulon-Var). Il obtient une licence et une maîtrise d'électronique, électrotechnique et automatique à l'université Nice Sophia Antipolis ainsi qu'un DEA de systèmes intelligents assistés par ordinateur à l'université d'Aix-Marseille.
Il obtient ensuite en 1990 un doctorat en sciences de l'ingénieur de l'Université du Sud Toulon-Var. Sa thèse, intitulée « Commande multivariable d'une serre agricole par minimisation d'un critère quadratique », porte sur la  modélisation, l’identification et la commande des systèmes complexes appliquées aux serres agricoles, au micro-climat et à l’effet de serre,.

## Carrière universitaire
Laroussi Oueslati est nommé attaché temporaire d'enseignement et de recherche à l'université Pierre-et-Marie-Curie et à l'université du Sud Toulon-Var. Après son doctorat en sciences, il enseigne les mathématiques, l'informatique, l'automatique et la physique appliquée à Toulon où il est maître de conférencesdes universités.
Devenu vice-président de l'université de Toulon, il crée en 1998 le diplôme universitaire « Journalisme, presse, magazine et multimédia » afin de préparer les futurs journalistes et de leur permettre d'acquérir les techniques d'écriture journalistique, notamment pour la presse écrite, magazine et multimédia. En tant que vice-président et président d'université, il contribue à la création et au développement de l'unité de formation et de recherche (UFR) en sciences de l'information et de la communication en 2004[réf. nécessaire].

### Présidence de l'université de Toulon
Il est élu, avec 70 % des voix, président de l'université du Sud Toulon-Var le 6 février 2007 pour un mandat de cinq ans, et, à la suite de la mise en application de la loi relative aux libertés et responsabilités des universités, il est confirmé dans ses fonctions le 25 mars 2008 par le nouveau conseil d'administration de l'université. Un de ses principaux objectifs est de développer l'université, d'orienter la recherche et la formation vers la mer, dans le domaine scientifique, et les pays de la Méditerranée, pour les sciences humaines et sociales afin d'attirer des chercheurs et d'escompter environ 15 000 étudiants en 2013.
En juillet 2008, il obtient l'accréditation de l'école doctorale en sciences humaines intitulée « Civilisations et sociétés euro-méditerranéennes et comparées » https://ed509.univ-tln.fr/qu'il a créée afin de renforcer la vocation méditerranéenne de l'université.

### L'affaire des inscriptions
En avril 2009, l'université est mise en cause par des dénonciations de délivrance de diplômes de complaisance à des étudiants chinois inscrits dans son Institut d'administration des entreprises. Le 10 janvier 2009, l'un des professeurs de l'IAE avait déposé une plainte pour corruption et escroquerie en se basant sur des témoignages d'étudiants chinois, suivi quelques semaines plus tard par le directeur de l'IAE, Pierre Gensse, qui faisait état de deux tentatives de corruption. Deux enquêtes sont alors ouvertes, l'une judiciaire et l'autre administrative.
Un premier rapport de la mission de l'Inspection générale de l'éducation, du sport et de la recherche, demandé par la ministre de l'Enseignement supérieur et de la Recherche Valérie Pécresse et publié en septembre 2009, met directement en cause Laroussi Oueslati. Il lui est reproché d'avoir créé une commission de sélection des candidats étrangers en concurrence directe avec les commissions pédagogiques de chacune des facultés de l'université.
Le 19 octobre 2009, à la suite de la publication du rapport complémentaire, intitulé « Présomptions de trafic de diplômes par des étudiants chinois à l’université du Sud Toulon-Var », de l'inspection générale chargée d'enquêter sur ces irrégularités, il est suspendu de ses fonctions pour une durée de six mois pour avoir « entravé l'enquête administrative, avec des mises à l'écart, pressions, intimidations et menaces de représailles à l’encontre d’enseignants-chercheurs et de personnels de l'université et une saisine de documents qui peut laisser supposer une tentative de destruction de preuves »,. Deux de ses vice-présidents, Pierre Sanz de Alba et Yves Lucas, eux aussi mis en cause par ce rapport, sont aussi suspendus. Il est d'abord remplacé temporairement par le recteur de l'académie de Nice, Christian Nique,, puis rapidement par Philippe Tchamitchian, ancien président de l'université Aix-Marseille III nommé administrateur provisoire de l'USTV le 22 octobre par le ministère de l'Éducation, avec pour mission de « rétablir la sérénité ». Oueslati rejette ces accusations et démissionne de ses fonctions de président le 6 novembre.
La section disciplinaire de l'université de Paris IV-Sorbonne, devant laquelle avait été dépaysée l'affaire, prononce le 21 mai 2010 la révocation de la fonction publique de Laroussi Oueslati avec interdiction définitive d'exercer toute fonction dans un établissement public ou privé. Ses vice-présidents mis en cause dans la même affaire, Pierre Sanz de Alba, alors vice-président du conseil d'administration, et Yves Lucas, alors vice-président du conseil des études et de la vie universitaire, sont eux suspendus de toute fonction d'enseignement supérieur et de recherche, respectivement pour trois et un ans. Yves Lucas est relaxé en appel par le CNESER. La sanction de Laroussi Oueslati est confirmée en appel devant le CNESER et il saisit le Conseil d'Etat et la Cour européenne des droits de l'homme (CEDH)[source insuffisante].
Parallèlement à la procédure disciplinaire, la police judiciaire varoise entend Laroussi Oueslati en garde à vue le 27 septembre 2010 pour des faits de corruption dans le cadre de cette même affaire,. Il est le même jour mis en examen pour corruption passive par une personne chargée d'une fonction publique et écroué. Il est remis en liberté le 6 mai 2011.
Il est condamné en février 2016 en première instance à deux ans de prison, dont un avec sursis, pour corruption passive, détournement de fonds publics et faux. 
En novembre 2016, deux ans de sursis sont requis contre Laroussi Oueslati en appel. Il bénéficie le 14 décembre 2016 d'une relaxe partielle devant la Cour d'Appel de Justice d'Aix-en-Provence. Celle-ci écarte l'accusation d'enrichissement personnel.
En décembre 2016, il est condamné en appel à deux ans de prison avec sursis et une amende de 20 000 euros pour usage de faux et détournement de fonds publics concernant l'emploi d'un contractuel dans son équipe et bénéficie d'une relaxe partielle pour les autres accusations. La Cour d'Appel écarte l'accusation d'enrichissement personnel. Il est néanmoins condamné à deux ans de prison avec sursis et une amende de 20 000 euros pour usage de faux et détournement de fonds publics.
Le 23 mai 2017, le Conseil national de l'enseignement supérieur et de la recherche (CNESER) confirme la révocation de Laroussi Oueslati mais l'autorise de nouveau à enseigner et à exercer ses activités de chercheur,,.

## Carrière politique
En 1993, il adhère au Parti radical de gauche où il est membre du bureau national et du comité directeur. Il est candidat de la Union de la gauche dans la deuxième circonscription du Var aux élections législatives de 1993. Il est ensuite candidat sur la liste Énergie radicale aux élections européennes de 1994 conduite par Bernard Tapie qui recueille 13,68 % des voix.
En 1995, il devient conseiller municipal à Toulon alors que Jean-Marie Le Chevallier (FN) est élu maire de la ville. À l'occasion des célébrations du 14 juillet 1995 et de la présence de Jean-Marie Le Pen au défilé organisé à Toulon, il répète son engagement et son combat contre le Front national qu'il compte mener par des « actions militantes sur le terrain ».
Il est réélu conseiller municipal en 2001 et en 2008, mais il échoue à se faire élire conseiller général du Canton de Toulon-4.
En 2004, il est élu conseiller régional de la région Provence-Alpes-Côte d'Azur sur la liste conduite par Michel Vauzelle, dans la section départementale du Var. Il est membre du Groupe Socialiste, Radical, Citoyen et Apparentés et est délégué aux nouvelles technologies de l'information et de la communication (NTIC). Il est aussi président de la commission Développement économique et Relations internationales[réf. nécessaire].
En 2007, toujours sous les couleurs du Parti radical de gauche, il se présente aux élections législatives dans la septième circonscription du Var. Il obtient 13,13 % des voix et termine en deuxième position, derrière Jean-Sébastien Vialatte.http://laroussioueslati.net/

## Activités syndicales
- Président de l'UNEF Var en 1987.
- Secrétaire général du Var SNESUP-FSU (1993-1996) en tant qu'enseignant chercheur.